# Fodé Ballo-Touré
Fodé Ballo-Touré (Conflans-Sainte-Honorine, 3 januari 1997) is een Frans-Senegalees voetballer die doorgaans als linksback speelt. Hij verruilde AS Monaco in juli 2021 voor AC Milan. Ballo-Touré debuteerde in 2021 in het Senegalees voetbalelftal.

## Clubcarrière
Ballo-Touré speelde drie seizoenen in het tweede elftal van Paris Saint-Germain. In 2017 trok hij transfervrij naar Lille OSC. Op 6 augustus 2017 debuteerde hij in de Ligue 1 tegen Nantes. In zijn eerste seizoen speelde hij 27 competitieduels.

## Clubstatistieken
| Seizoen | Club      | Land               | Competitie | Competitie | Competitie | Beker | Beker | Internationaal | Internationaal | Totaal | Totaal |
| Seizoen | Club      | Land               | Competitie | Wed.       | Dlp.       | Wed.  | Dlp.  | Wed.           | Dlp.           | Wed.   | Dlp.   |
| ------- | --------- | ------------------ | ---------- | ---------- | ---------- | ----- | ----- | -------------- | -------------- | ------ | ------ |
| 2017/18 | Lille OSC | Vlag van Frankrijk | Ligue 1    | 27         | 0          | 2     | 0     | —              | —              | 29     | 0      |
| 2018/19 | Lille OSC | Vlag van Frankrijk | Ligue 1    | 18         | 0          | 0     | 0     | —              | —              | 18     | 0      |
| 2018/19 | AS Monaco | Vlag van Frankrijk | Ligue 1    | 18         | 0          | 2     | 0     | 0              | 0              | 20     | 0      |
| 2019/20 | AS Monaco | Vlag van Frankrijk | Ligue 1    | 21         | 0          | 4     | 0     | —              | —              | 25     | 0      |
| 2020/21 | AS Monaco | Vlag van Frankrijk | Ligue 1    | 3          | 0          | 0     | 0     | —              | —              | 3      | 0      |
| Totaal  | Totaal    | Totaal             | Totaal     | 87         | 0          | 8     | 0     | 0              | 0              | 95     | 0      |

## Erelijst
| Competitie         |          |          |          |          |
| Competitie         | Aantal   | Jaren    |          |          |
| AC Milan           | AC Milan | AC Milan | AC Milan | AC Milan |
| ------------------ | -------- | -------- | -------- | -------- |
| Kampioen Serie A   | 1x       | 2021/22  |          |          |
| Senegal            |          |          |          |          |
| Afrikaans kampioen | 1x       | 2021     |          |          |